# ساکچاگوزه
ساکچاگوزه (به ترکی استانبولی: Sakçagöze) شهری است در کشور ترکیه که در استان غازی عینتاب واقع شده‌است. جمعیت این شهر بر اساس سرشماری سال ۲۰۰۸ میلادی ۵٬۸۰۸ نفر و بر اساس برآوردهای سال ۲۰۰۹ میلادی ۷٬۲۲۷ نفر می‌باشد.